# Amt Mittelholstein
La comunità amministrativa di Mitteldithmarschen (Amt Mitteldithmarschen) si trova nel circondario di Rendsburg-Eckernförde nello Schleswig-Holstein, in Germania.

## Suddivisione
Comprende 24 comuni:
1. Arpsdorf (291)
2. Aukrug (3 911)
3. Beldorf (287)
4. Bendorf (428)
5. Beringstedt (732)
6. Bornholt (181)
7. Ehndorf (608)
8. Gokels (569)
9. Grauel (272)
10. Hanerau-Hademarschen (3 034)
11. Heinkenborstel (133)
12. Hohenwestedt* (5 393)
13. Jahrsdorf (226)
14. Lütjenwestedt (544)
15. Meezen (358)
16. Mörel (238)
17. Nienborstel (596)
18. Nindorf (638)
19. Oldenbüttel (262)
20. Osterstedt (674)
21. Padenstedt (1 806)
22. Rade bei Hohenwestedt (99)
23. Remmels (443)
24. Seefeld (344)
25. Steenfeld (338)
26. Tackesdorf (65)
27. Tappendorf (330)
28. Thaden (233)
29. Todenbüttel (1 027)
30. Wapelfeld (305)

Il capoluogo è Hohenwestedt.
(Tra parentesi i dati della popolazione al 31 dicembre 2021)